# Сент-Джордж (Нью-Брансвік)
Сент-Джордж (англ. St. George) — містечко в Канаді, у провінції Нью-Брансвік, у складі графства Шарлотт.

## Населення
За даними перепису 2016 року, містечко нараховувало 1517 осіб, показавши скорочення на 1,7%, порівняно з 2011-м роком. Середня густина населення становила 93,8 осіб/км².
З офіційних мов обидвома одночасно володіли 135 жителів, тільки англійською — 1 365, а 5 — жодною з них. Усього 105 осіб вважали рідною мовою не одну з офіційних.
Працездатне населення становило 61% усього населення, рівень безробіття — 11,2% (10,5% серед чоловіків та 11,8% серед жінок). 89,5% осіб були найманими працівниками, а 8,6% — самозайнятими.
Середній дохід на особу становив $36 310 (медіана $30 848), при цьому для чоловіків — $45 213, а для жінок $28 101 (медіани — $38 784 та $25 664 відповідно).
29% мешканців мали закінчену шкільну освіту, не мали закінченої шкільної освіти — 23,8%, 47,6% мали післяшкільну освіту, з яких 27,1% мали диплом бакалавра, або вищий.
| Статево-вікова структура населення | Статево-вікова структура населення | Статево-вікова структура населення | Статево-вікова структура населення | Статево-вікова структура населення |
| ---------------------------------- | ---------------------------------- | ---------------------------------- | ---------------------------------- | ---------------------------------- |
|                                    |                                    |                                    |                                    |                                    |
| Всього                             | Всього                             | 48,2%51,8%                         |                                    |                                    |
| 0 — 14 років                       | 0 — 14 років                       |                                    | 15,2%                              | 15,2%                              |
| 15 — 64 років                      | 15 — 64 років                      |                                    | 64,7%                              | 64,7%                              |
| 65 і більше                        | 65 і більше                        |                                    | 20,1%                              | 20,1%                              |
| 85 і більше                        | 85 і більше                        |                                    | 2,3%                               | 2,3%                               |
| Середній вік (років)               | Середній вік (років)               | 42,044,4                           | 43,3                               | 43,3                               |
| Медіана (років)                    | Медіана (років)                    | 44,146,3                           | 45,3                               | 45,3                               |
| — чоловіки — жінки                 |                                    |                                    |                                    |                                    |

| Походження мешканців:     | Походження мешканців:     | Походження мешканців: | Походження мешканців: | Походження мешканців: |
| ------------------------- | ------------------------- | --------------------- | --------------------- | --------------------- |
| Походження                |                           |                       | осіб                  | %                     |
| Корінні американці        | Корінні американці        |                       | 120                   | 8.19%                 |
| Інше північноамериканське | Інше північноамериканське |                       | 865                   | 59.04%                |
| Європейське               | Європейське               |                       | 915                   | 62.46%                |
| британське                | британське                |                       | 780                   | 53.24%                |
| французьке                | французьке                |                       | 210                   | 14.33%                |
| Карибське                 | Карибське                 |                       | 10                    | 0.68%                 |
| Азійське                  | Азійське                  |                       | 85                    | 5.8%                  |

| Зайнятість населення за галузями (за класифікацією NOC): | Зайнятість населення за галузями (за класифікацією NOC): | Зайнятість населення за галузями (за класифікацією NOC): | Зайнятість населення за галузями (за класифікацією NOC): | Зайнятість населення за галузями (за класифікацією NOC): |
| -------------------------------------------------------- | -------------------------------------------------------- | -------------------------------------------------------- | -------------------------------------------------------- | -------------------------------------------------------- |
|                                                          |                                                          |                                                          |                                                          |                                                          |
| Управління                                               | Управління                                               |                                                          | 7,4%                                                     | 7,4%                                                     |
| Бізнес, фінанси та адміністрування                       | Бізнес, фінанси та адміністрування                       |                                                          | 9,4%                                                     | 9,4%                                                     |
| Природничі та прикладні науки                            | Природничі та прикладні науки                            |                                                          | 4%                                                       | 4%                                                       |
| Охорона здоров'я                                         | Охорона здоров'я                                         |                                                          | 6%                                                       | 6%                                                       |
| Освіта, правозахист, муніципальні та урядові служби      | Освіта, правозахист, муніципальні та урядові служби      |                                                          | 6%                                                       | 6%                                                       |
| Роздрібна торгівля та послуги                            | Роздрібна торгівля та послуги                            |                                                          | 20,1%                                                    | 20,1%                                                    |
| Гуртова торгівля, транспорт та обладнання                | Гуртова торгівля, транспорт та обладнання                |                                                          | 19,5%                                                    | 19,5%                                                    |
| Природні ресурси, сільське господарство                  | Природні ресурси, сільське господарство                  |                                                          | 9,4%                                                     | 9,4%                                                     |
| Виробництво                                              | Виробництво                                              |                                                          | 17,4%                                                    | 17,4%                                                    |

## Клімат
Середня річна температура становить 6,2°C, середня максимальна – 22,5°C, а середня мінімальна – -13,5°C. Середня річна кількість опадів – 1 320 мм.
| Клімат поселення                              | Клімат поселення | Клімат поселення | Клімат поселення | Клімат поселення | Клімат поселення | Клімат поселення | Клімат поселення | Клімат поселення | Клімат поселення | Клімат поселення | Клімат поселення | Клімат поселення | Клімат поселення |
| Показник                                      | Січ.             | Лют.             | Бер.             | Квіт.            | Трав.            | Черв.            | Лип.             | Серп.            | Вер.             | Жовт.            | Лист.            | Груд.            |                  |
| Середній максимум, °C                         | −1,3             | −0,11            | 4,80             | 10,94            | 16,78            | 21,34            | 22,48            | 22,40            | 17,94            | 12,38            | 7,06             | 0,32             |                  |
| Середня температура, °C                       | −7,41            | −6,21            | −1,29            | 4,86             | 10,68            | 15,25            | 18,38            | 18,30            | 13,84            | 8,28             | 2,96             | −3,77            |                  |
| Середній мінімум, °C                          | −13,51           | −12,32           | −7,38            | −1,24            | 4,57             | 9,16             | 14,27            | 14,19            | 9,73             | 4,17             | −1,15            | −7,87            |                  |
| Норма опадів, мм                              | 118              | 91               | 120              | 107              | 122              | 103              | 97               | 90               | 110              | 111              | 128              | 123              |                  |
| Середньомісячна швидкість вітру, м/с          | 4.84             | 4.84             | 4.84             | 4.56             | 4.20             | 3.85             | 3.40             | 3.30             | 3.77             | 4.30             | 4.70             | 4.92             |                  |
| Середньомісячна сонячна радіація, кДж/м²·день | 5396             | 8666             | 12295            | 15452            | 18304            | 20213            | 20017            | 17888            | 13476            | 8750             | 5304             | 4286             |                  |
| --------------------------------------------- | ---------------- | ---------------- | ---------------- | ---------------- | ---------------- | ---------------- | ---------------- | ---------------- | ---------------- | ---------------- | ---------------- | ---------------- | ---------------- |
| Джерело:                                      |                  |                  |                  |                  |                  |                  |                  |                  |                  |                  |                  |                  |                  |